# (103220) Kwongchuikuen
(103220) Kwongchuikuen est un astéroïde de la ceinture principale.

## Description
(103220) Kwongchuikuen est un astéroïde de la ceinture principale. Il fut découvert le 28 décembre 1999 à Rock Finder par William Kwong Yu Yeung. Il présente une orbite caractérisée par un demi-grand axe de 2,68 UA, une excentricité de 0,19 et une inclinaison de 9,9° par rapport à l'écliptique.

## Compléments